# USS Merrill (DE-392)
USS Merrill (DE-392) là một tàu hộ tống khu trục lớp Edsall từng phục vụ cùng Hải quân Hoa Kỳ trong Chiến tranh Thế giới thứ hai. Nó là chiếc tàu chiến đầu tiên của Hải quân Hoa Kỳ được đặt cái tên này, nhưng là chiếc duy nhất được đặt theo tên Thiếu úy Hải quân Howard Deel Merrill (1917-1941), người từng phục vụ trên thiết giáp hạm Arizona (BB-39) và đã tử trận trong cuộc Tấn công Trân Châu Cảng vào ngày 7 tháng 12, 1941. Nó đã phục vụ cho đến khi chiến tranh kết thúc, xuất biên chế năm 1946, rồi bị bán để tháo dỡ vào năm 1974.

## Thiết kế và chế tạo
Lớp Edsall có thiết kế hầu như tương tự với lớp Cannon dẫn trước; khác biệt chủ yếu là ở hệ thống động lực Kiểu FMR do được trang bị động cơ diesel Fairbanks-Morse dẫn động qua hộp số giảm tốc đến trục chân vịt. Đây là cấu hình động cơ được áp dụng rộng rãi trên tàu ngầm, được chứng tỏ là có độ tin cậy cao hơn so với lớp Cannon.
Vũ khí trang bị bao gồm ba pháo 3 in (76 mm)/50 cal trên tháp pháo nòng đơn có thể đối hạm hoặc phòng không, một khẩu đội pháo phòng không Bofors 40 mm nòng đôi và tám pháo phòng không Oerlikon 20 mm. Vũ khí chống ngầm bao gồm một dàn súng cối chống tàu ngầm Hedgehog Mk. 10 (có 24 nòng và mang theo 144 quả đạn); hai đường ray Mk. 9 và tám máy phóng K3 Mk. 6 để thả mìn sâu. Con tàu vẫn giữ lại ba ống phóng ngư lôi Mark 15 21 inch (533 mm), và được trang bị radar SC dò tìm không trung và mặt biển. Thủy thủ đoàn đầy đủ bao gồm 186 sĩ quan và thủy thủ.
Merrill được đặt lườn tại xưởng tàu của hãng Brown Shipbuilding ở Houston, Texas vào ngày 1 tháng 7, 1943. Nó được hạ thủy vào ngày 29 tháng 8, 1943, được đỡ đầu bởi cô Dorothy E. Merrill, em gái Thiếu úy Merrill, và nhập biên chế cùng Hải quân Hoa Kỳ vào ngày 27 tháng 11, 1943 dưới quyền chỉ huy của Hạm trưởng, Thiếu tá Tuần duyên Irvin Junior Stephens.

## Lịch sử hoạt động
Sau khi hoàn tất việc chạy thử máy huấn luyện tại khu vực Bermuda, Merrill đi đến trình diện để phục vụ cùng Hạm đội Đại Tây Dương tại Norfolk, Virginia vào ngày 28 tháng 1, 1944. Nó được điều về Đội hộ tống 45, và khởi hành vào ngày 12 tháng 2 cho chuyến hộ tống vận tải vượt Đại Tây Dương đầu tiên, bảo vệ cho Đoàn tàu UGS-33 đi sang Casablanca, Maroc thuộc Pháp. Đây là chuyến đầu tiên trong số tám chuyến hộ tống vận tải khứ hồi, xuất phát từ New York hay Norfolk và đi sang các cảng Bắc Phi và Địa Trung Hải trong chiến tranh.
Sau khi chiến tranh kết thúc tại Châu Âu, Merrill chuẩn bị để được điều động sang khu vực Mặt trận Thái Bình Dương. Nó khởi hành vào ngày 6 tháng 7, 1945, đi đến vịnh Guantánamo, Cuba để huấn luyện ôn tập trước khi tiếp tục hành trình đi sang Trân Châu Cảng. Tuy nhiên con tàu vẫn đang trên đường đi khi Nhật Bản chấp nhận đầu hàng vào ngày 15 tháng 8, giúp chấm dứt vĩnh viễn cuộc xung đột.
Lên đường vào ngày 3 tháng 9 để quay về vùng bờ Đông, Merrill về đến New York vào ngày 26 tháng 9, và đến ngày 19 tháng 10 lại chuyển đến Jacksonville, Florida để đại tu nhằm chuẩn bị ngừng hoạt động. Nó được cho xuất biên chế vào ngày 1 tháng 5, 1946, và được đưa về Hạm đội Dự bị Đại Tây Dương, neo đậu tại Green Cove Springs, Florida. Đến năm 1969 nó được kéo đến Orange, Texas, nhưng tiếp tục bị bỏ không trong thành phần dự bị, cho đến khi được rút tên khỏi danh sách Đăng bạ Hải quân vào ngày 2 tháng 4, 1971, và cuối cùng con tàu bị bán để tháo dỡ vào ngày 30 tháng 9, 1974.

## Phần thưởng
Nguồn: Navsource Naval History
|  |  |  |

| Huân chương Chiến dịch Hoa Kỳ | Huân chương Chiến dịch Châu Âu-Châu Phi-Trung Đông | Huân chương Chiến thắng Thế Chiến II |